# 玩嘢王 (無綫電視)
《玩嘢王》（英語：Office of Practical Jokes）是香港電視廣播有限公司所製作的綜藝節目，由李思捷擔任節目主持，由2013年4月20日到6月8日逢星期六晚上8時到9時於翡翠台、高清翡翠台及myTV播出，共7集。
玩嘢王每集由主持李思捷設下圈套，及邀請不同嘉賓「被玩者」毫無防備，不知情地參與遊戲步入圈套。當「被玩者」信以為真，驚惶失措地誤信自己製造了悲劇的時候，此時主持李思捷便會宣佈：「你已經被整蠱了！」（你被戲弄了！），形式跟大部分整人節目相同。
節目的口號包括：「唔理早午晚，最緊要好玩！」（不管早午晚，最重要好玩！）、「我玩你，因為我愛你」等。

## 每集嘉賓
| 集數 | 播映日期      | 「被玩」情景及相關「被玩者」 |
| 1    | 2013年4月20日 | 模特兒試鏡：一眾年輕模特兒 藝人拍攝時遇到無理粉絲要求：林欣彤、許廷鏗、胡鴻鈞 婚宴主持人被玩：林盛斌 |
| 2    | 2013年4月27日 | 收到巨星電話：黎芷珊、黃心穎、呂慧儀 婆婆暈倒時要求藝人施以援手：關婉珊、鄧小巧、龔嘉欣、趙永洪、羅鈞滿、吳業坤 節目《兄弟幫》玄學環節發生靈異事件：（被梁烈唯、陳國峰、麥玲玲合謀玩弄）馬賽                   |
| 3    | 2013年5月4日  | 唱主題曲引發爭執：（被陳奐仁合謀玩弄）王君馨 拍節目時遇到流氓： 沈卓盈、古明華、羅天宇 魔術師反被玩弄：（被鍾嘉欣合謀玩弄）甄澤權                                                                              |
| 4    | 2013年5月11日 | 「熟男計」：（被曹永廉、郭晉安、單立文合謀玩弄）馬國明、羅仲謙、胡諾言、陳敏之、田蕊妮、楊怡、江欣燕、喬寶寶、馬海倫 當藝人遇上流浪漢：陳嘉佳(小寶)、陳庭欣、朱璇 不中不西的保健法：（被江欣燕合謀玩弄）周家蔚 |
| 5    | 2013年5月18日 | 「玩嘢大龍鳳」：（被鄭丹瑞、蘇玉華合謀玩弄）TVB第26期藝員訓練班 藝人向街上途人借錢： 葉翠翠、李綺雯、黎國輝(阿感) 少林功夫及體能訓練：（被陳志健、翟威廉、陳國峰合謀玩弄）陳智燊                               |
| 6    | 2013年6月1日  | 玩嘢小偷：江美儀、楊潮凱、周志康、周志文 當婦人被搶手袋：（被葉念琛合謀玩弄）上環途人 「大專歌唱比賽」：（被單立文、蕭正楠、林欣彤、張秀文合謀玩弄）區瑞強                                                     |
| 7    | 2013年6月8日  | 玩嘢排舞大龍鳳：（被陳雅倫、伍潔茵合謀玩弄）金剛 玩嘢隱形繩：（被陳志健合謀玩弄）林健生、吳幸美、周梓盈、袁偉豪、朱慧敏 終極任務：玩嘢飲食節目：（被阮小儀合謀玩弄）薛家燕                                     |

## 反應
節目播出之後反應不俗，引來不少香港網民討論及娛樂新聞的報導。同時亦於節目的首兩集收到9宗投訴。
於第一集當中，林盛斌在李思捷的整蠱下，擔當婚禮主持人首先獲得讚賞，被認為隨機應變能力超凡，而他本人亦確認在節目播出後，有更多人邀請他成為婚禮主持人，為首集贏盡收視和口碑。
另外在第三集，鍾嘉欣演出一幕「反間計」，首先被倉鼠嚇倒，其後於一個「斷頭台」魔術中，被安排負責煞停刀片，以免刀片落在李思捷身上。但由於「斷頭台」與刀片已被改裝的關係，最後刀片彷彿落在李思捷身上，而且根據原先計劃，李思捷亦吐血表現受傷。此時鍾嘉欣顯得飽受驚嚇，落淚表現崩潰激動，並且強烈譴責策劃的魔術師甄澤權（Louis Yan）。正當觀眾以為這圈套過火的時候，李思捷卻宣佈，原來他事先已跟鍾嘉欣合謀玩弄魔術師。網民皆表示被鍾嘉欣的演技騙到，又指鍾嘉欣憑着此綜藝節目應問鼎2013年視后，這集播出之後，此事罕有地被各大報章熱烈報道。另一邊廂，亦有網民指當時應該真的玩得過火，鍾嘉欣的確受驚，最後才改拍結局來掩飾真相。但事實上，鍾嘉欣養了三隻倉鼠，而並非如節目中般「害怕倉鼠」，而且李思捷並非她的真實男朋友。歌手鄧詩穎和其他藝人及後亦於微博或Facebook發表貼文抑或在公開場合稱讚鍾嘉欣的精湛演技。事後，不單鍾嘉欣的演技獲大眾讚賞，魔術師甄澤權的人氣也同時上升不少，其Facebook專頁比此集播映前高出一萬人，亦即時接到很多工作，而李思捷也因此集贏盡口碑，收視亦上升了，比當時黃金時段的劇集還要高，可謂「三贏局面」。

## 收視
以下為本節目於香港無綫電視翡翠台及高清翡翠台之收視紀錄：
| 集數 | 日期          | 平均收視 | 最高收視 |
| ---- | ------------- | -------- | -------- |
| 1    | 2013年4月20日 | 18點     |          |
| 2    | 2013年4月27日 | 20點     | 21點     |
| 3    | 2013年5月4日  | 21點     | 24點     |
| 4    | 2013年5月11日 | 20點     |          |
| 5    | 2013年5月18日 | 23點     |          |
| 6    | 2013年6月1日  | 20點     |          |
| 7    | 2013年6月8日  | 22點     |          |

- 平均21點

## 外部連結
- 玩嘢王－官方網站 （页面存档备份，存于）

## 電視節目的變遷
| 香港無綫電視翡翠台、高清翡翠台 星期六 20:00-21:00 時段               | 香港無綫電視翡翠台、高清翡翠台 星期六 20:00-21:00 時段 | 香港無綫電視翡翠台、高清翡翠台 星期六 20:00-21:00 時段 |
| -------------------------------------------------------------------- | ------------------------------------------------------ | ------------------------------------------------------ |
|                                                                      | 玩嘢王 （2013年4月20日－5月18日）                      |                                                        |
| 第三十二屆香港電影金像獎頒獎典禮 （2013年4月13日） （19:30 - 23:00） | 萬眾同心公益金 （2013年5月25日） （20:00 - 23:00）     |                                                        |

| 香港無綫電視翡翠台、高清翡翠台 星期六 20:00-21:00 時段 | 香港無綫電視翡翠台、高清翡翠台 星期六 20:00-21:00 時段 | 香港無綫電視翡翠台、高清翡翠台 星期六 20:00-21:00 時段 |
| ------------------------------------------------------ | ------------------------------------------------------ | ------------------------------------------------------ |
|                                                        | 玩嘢王 （2013年6月1日－8日）                           |                                                        |
| 萬眾同心公益金 （2013年5月25日） （20:00 - 23:00）     | 最瀛自由行 （2013年6月15日－6月22日）                  |                                                        |